# سیارک ۱۲۴۹۲
سیارک ۱۲۴۹۲ (به انگلیسی: 12492 Tanais، نامگذاری:1997JP16) دوازده هزار و چهارصد و نود و دومین سیارک کشف شده‌است که در ۳ مه ۱۹۹۷ کشف شد.
قدر مطلق سیارک برابر ۳۵.۴ است.